# Войналович, Виктор Петрович
Виктор Петрович Войналович (15 февраля 1955, Житомир — 23 сентября 1986, витимская тайга, Бурятия, СССР) — советский фотограф, снимавший многие знаковые моменты строительства западного участка Байкало-Амурской магистрали.

## Биография
Родился 15 февраля 1955 года в Житомире.
Рано потеряв родителей, воспитывался в детском доме. Позже работал в фотоклубе Житомира, был призёром городских фотовыставок.
На БАМ приехал в сентябре 1976 года в составе отряда имени Н. Островского. Свою бамовскую биографию начал с Кунермы, потом работал в Северобайкальске, затем был СМП-608 в Кичере и, наконец, Таксимо. В Таксимо работал в СМП-670, которое возглавлял А. А. Мезенцев, но основным его занятием было фотографирование объектов строительства, людей, природы.
Был известен не только на БАМе, его знали как художника-фотографа читатели «Собеседника», журнала «Советское фото», газеты «Комсомольская правда». В 2014—2015 годах совместная экспедиция Русского географического общества и Комсомольской правды побывала в местах, которые 30 лет назад запечатлел на своих снимках Виктор Войналович. Итогом этой экспедиции стало издание книги «Витим. Географическая книга о легендарной Угрюм-реке», в которую вошли и его фотографии. 
Как истинный бамовец, Виктор Петрович Войналович 2 ноября 1981 года был удостоен правительственной награды: медали «За строительство Байкало-Амурской магистрали».
Его фотографии рассказывали о трудовых буднях строителей БАМа, о красотах местной природы, о людях, которые работали на этой великой стройке. Благодаря ему сегодня можно мы можем увидеть, как строился посёлок Таксимо: от палаток первых строителей и таблички с названием «Таксимо», прибитой к дереву, первой улицы нового посёлка, первого детского сада и первой школы до поездов, идущих по БАМу. Но самой яркой страницей его творчества по праву можно считать фотографии «золотой» стыковки БАМа, сделанные им в памятный день 29 сентября 1984 года, когда на разъезде Балбухта встретились комсомольско-молодёжные бригады Александра Бондаря и Ивана Варшавского, что ознаменовало окончание строительства Байкало-Амурской железнодорожной магистрали.
На его фотографиях, сделанных в этот день, можно увидеть как первого заместителя председателя Совета Министров СССР Гейдара Алиевича Алиева, начальника ГлавБАМстроя Константина Владимировича Мохортова и всесоюзно известных бригадиров Александра Бондаря и Ивана Варшавского, так и рядовых строителей, своим героическим трудом приблизивших это событие.
Виктор Войналович трагически погиб в витимской тайге 23 сентября 1986 года.
Похоронен в п. Таксимо Муйского района Бурятии. В последний путь Виктора Петровича Войналовича провожали всем посёлком.

## Память
- Именем В. П. Войналовича назван самый большой грот в пещере «Долганская яма», находящейся неподалёку от п. Багдарин[2].
- Это стихотворение В. Лавренчука написано в память о Викторе Войналовиче:

Мне кажется, было все в самом начале 

Заложено в нас; наши беды, удачи,

Вот в небе летят журавли без печали,

Курлычут они, а мне кажется – плачут.

Вот гроздья рябины. В росе голубика,

Охотник, бредущий по следу устало.

Всей трассе известные люди на снимках.

А друга не стало. А друга не стало…

Души светлой тени и краски заката

Художник по-своему нам раскрывает,

Бывало, встречалась в работе усталость, 

Но это – за кадром, за кадром осталось…

Нам тайна трагедии той не открылась,

Витимское небо в глазах отразилось,

Как снимок, который не напечатать,

С землею бурятской сроднился навеки.

Не выбрал он долю – досталась такая.

Застыли на снимках бегущие реки,

Летят журавли, и закат догорает…